# Occidozyga martensii
Occidozyga martensii är en groddjursart som först beskrevs av Peters 1867.  Occidozyga martensii ingår i släktet Occidozyga och familjen Dicroglossidae. IUCN kategoriserar arten globalt som livskraftig. Inga underarter finns listade i Catalogue of Life.